# Madrasostes inaequale
Madrasostes inaequale är en skalbaggsart som beskrevs av Renaud Maurice Adrien Paulian 1992. Madrasostes inaequale ingår i släktet Madrasostes och familjen Hybosoridae. Inga underarter finns listade i Catalogue of Life.